# Saint-Nabord
Saint-Nabord – miejscowość i gmina we Francji, w regionie Grand Est, w departamencie Wogezy, nad Mozelą.
Według danych na rok 1990 gminę zamieszkiwało 3 805 osób, a gęstość zaludnienia wynosiła 99 osób/km² (wśród 2335 gmin Lotaryngii Saint-Nabord plasuje się na 115. miejscu pod względem liczby ludności, natomiast pod względem powierzchni na miejscu 28.).
Urodził się tutaj Jean Joseph Amable Humbert, francuski generał; uczestnik rewolucji francuskiej.